# Prosopochoeta caliginosa
Prosopochoeta caliginosa là một loài ruồi trong họ Tachinidae.